# Ceratomyxa pallida
Ceratomyxa pallida is een microscopische parasiet uit de familie Ceratomyxidae. Ceratomyxa pallida werd in 1895 beschreven door Thélohan. 